# 新界區專線小巴61M線
新界區專線小巴61M線是香港一條來往世界花園和九龍塘站的小巴路線，由富昇運輸有限公司營運，只於早上繁忙時間服務。本線另設特別班次來往世界花園和大圍站，全日服務。

## 簡介及歷史
本路線提供世界花園往來港鐵九龍塘站的鐵路接駁專線小巴服務，原稱61，於1982年3月28日起投入服務，是沙田區首兩條專線小巴路線（60, 61）之一，同年5月起改稱61M。 此路線曾於1983年6月25日增設來往九龍塘地鐵站及瀝源邨的深宵服務，翌年5月28日更提升至24小時提供服務，01:30-05:45的時段延長為旺角西洋菜街（該班次其後在1997年獲正式編號為61S）。
初時總站為大圍（積存街），由於當年紅梅谷一帶尚未發展，因此途經新田圍一段的獅子山隧道公路，1990年起加開世界花園往來九龍塘地鐵站（現稱九龍塘鐵路站）的短程班次。不過大圍區居民早已習慣在大圍站乘搭九廣東鐵（現稱港鐵東鐵線）於九龍塘轉乘地鐵（現稱港鐵觀塘線），該區客量一直下跌，因此在1991年起所有班次改以世界花園為總站，不再服務大圍。九龍塘鐵路站總站最初設於沙福道，直至2006年11月4日配合教育局九龍塘教育服務中心地下的九龍塘鐵路站公共運輸交匯處啟用遷往該處。
本線主要方便世界花園居民往來九龍塘站接駁港鐵，不過由於居民可步行往紅梅谷路乘搭巴士往來九龍市區及接駁港鐵，而且班次比本線頻密，客量一直偏低。由2008年5月31日起，本路線於0930-1700之班次改為循環線，由世界花園開出至九龍塘站返回世界花園後，便延長路線至港鐵大圍站，然後返回世界花園作終站。2012年4月22日起，往來九龍塘之服務袛在星期一至五繁忙時間提供，其餘時間袛提供往來世界花園至大圍鐵路站之服務。
值得一提，於2003年10月，有市民投訴60K線司機，在早上繁忙時間經常在源禾路一個巴士站附近停車等客，對駛進巴士站的巴士造成阻塞。鑑於此項投訴，加上原有營辦商立航有限公司服務紀錄一直欠佳，運輸署於2003年10月決定撤銷其客運營業證（包括60K、60P、60R、61M、61S及62K線），經公開招標後，由富昇運輸有限公司投得該組路線，並於同年11月正式接辦本線。另外，自專線小巴806M於2003年2月15日起停辦後，本線是沙田區唯一直接往來市區的日間專線小巴路線。
由2021年6月7日起，往九龍塘站班次削減至只於早上繁忙時間服務，每30分鐘一班，同時往大圍站班次改為全日服務。

## 服務時間及班次
往九龍塘站
- 世界花園開
  - 星期一至五：06:45-09:15（每30分鐘一班）

- 九龍塘站開
  - 星期一至五：07:00-09:30（每30分鐘一班）

往大圍站
| 世界花園開           | 世界花園開  | 世界花園開   | 大圍站開             | 大圍站開    | 大圍站開     |
| 日期                 | 服務時間    | 班次（分鐘） | 日期                 | 服務時間    | 班次（分鐘） |
| -------------------- | ----------- | ------------ | -------------------- | ----------- | ------------ |
| 星期一至五           | 06:45-20:00 | 15           | 星期一至五           | 06:50-20:05 | 15           |
| 星期一至五           | 20:00-23:00 | 20           | 星期一至五           | 20:05-23:05 | 20           |
| 星期六、日及公眾假期 | 06:45-14:00 | 15           | 星期六、日及公眾假期 | 06:50-14:05 | 15           |
| 星期六、日及公眾假期 | 14:10       | 14:10        | 星期六、日及公眾假期 | 14:15       | 14:15        |
| 星期六、日及公眾假期 | 14:30-18:30 | 20           | 星期六、日及公眾假期 | 14:35-18:35 | 20           |
| 星期六、日及公眾假期 | 18:30-20:00 | 15           | 星期六、日及公眾假期 | 18:35-20:05 | 15           |
| 星期六、日及公眾假期 | 20:00-23:00 | 20           | 星期六、日及公眾假期 | 20:05-23:05 | 20           |

## 收費
- 世界花園←→大圍站：$4.4
- 世界花園←→九龍塘站：$9.2

| - 本線設有12歲以下小童及65歲或以上長者半價優惠。 - 65歲或以上香港居民使用「樂悠咭」，以及12歲以下合資格殘疾兒童使用「殘疾人士身份」個人八達通繳付車資，均可享有每程$2.0或半價（以較低者為準）的票價優惠；12至64歲合資格殘疾人士使用「殘疾人士身份」個人八達通（包括「樂悠咭」），以及60至64歲香港居民使用「樂悠咭」繳付車資，均可享有每程$2.0或全費（以較低者為準）的票價優惠。 - 65歲或以上長者如使用長者或一般個人八達通繳付車資，則只可享有半價優惠；12至64歲合資格殘疾人士如不使用「殘疾人士身份」個人八達通，以及60至64歲人士如不使用「樂悠咭」繳付車資，必須繳付全費。 - 乘客可以現金或八達通於上車時付款，不設找續。 |

## 用車
| 61M線用車列表 | 61M線用車列表 | 61M線用車列表  | 61M線用車列表 | 61M線用車列表     |
| ------------- | ------------- | -------------- | ------------- | ----------------- |
| 車牌          | 車款          | 代數           | 座位數目      | 備註              |
| HU3676        | 豐田Coaster   | 2005年11月5LS2 | 16            | 其餘時間行走60K線 |
| TD2868        | 豐田Coaster   | 2015年6LS      | 16            | 原九龍88線用車    |

## 行車路線
長程線
| 世界花園開 | 世界花園開       | 世界花園開                     | 九龍塘站開 | 九龍塘站開       | 九龍塘站開                     |
| 序號       | 主要車站位置     | 街道                           | 序號       | 主要車站位置     | 街道                           |
| ---------- | ---------------- | ------------------------------ | ---------- | ---------------- | ------------------------------ |
| 1          | 世界花園小巴總站 | 龍柏街                         | 1          | 九龍塘站小巴總站 | 九龍塘（沙福道）公共運輸交匯處 |
| 2          | 德雲道           | 歌和老街                       | 2          | 世界花園小巴總站 | 龍柏街                         |
| 3          | 樂古花園         | 歌和老街                       |            |                  |                                |
| 4          | 真光里           | 根德道                         |            |                  |                                |
| 5          | 九龍塘站小巴總站 | 九龍塘（沙福道）公共運輸交匯處 |            |                  |                                |

區間車
| 世界花園開 | 世界花園開       | 世界花園開           | 大圍站開 | 大圍站開         | 大圍站開             |
| 序號       | 主要車站位置     | 街道                 | 序號     | 主要車站位置     | 街道                 |
| ---------- | ---------------- | -------------------- | -------- | ---------------- | -------------------- |
| 1          | 世界花園小巴總站 | 龍柏街               | 1        | 大圍站小巴總站   | 大圍站公共運輸交匯處 |
| 2          | 大圍站小巴總站   | 大圍站公共運輸交匯處 | 2        | 世界花園小巴總站 | 龍柏街               |

## 外部連結
- 681 巴士總站 V2：新界區專線小巴61M線 （页面存档备份，存于）
- 小巴薈：新界區專線小巴61M線 （页面存档备份，存于）